# Stefániai Imre
Stefániai Imre, Stiepany (Budapest, 1885. december 13. – Santiago de Chile, 1959. július 4.) magyar zongoraművész és zeneszerző. Főiskolai tanár.

## Élete
Stiepany Vilmos cseh iparos és Uhlik Emília fia. Budapesten Tomka István, Berlinben Ferruccio Busoni, majd Dohnányi Ernő tanítványa, 17 esztendős korában elnyerte a Mendelssohn-díjat, s ettől kezdve külföldi hangversenykörutakon járt Európában és Amerikában. 1914-ben Spanyolországban telepedett le mint udvari zongoraművész. 1926 és 1936 között a budapesti Zeneművészeti Főiskola tanára volt, ugyanebben az időben a Magyar Rádió tanácsadója és a Liszt Ferenc Társaság igazgatója. 1929-től a Muzsika című folyóirat egyik szerkesztője. 1930-ban kormányfőtanácsosi címet kapott. 1947-től Chilében élt mint a Pontificia Universidad Católica de Chile zenei tanszékének vezetője. 1950–1957-ben az Universidad de Chile keretén belül működött mint a nemzeti zeneszerzők versenyeinek állandó bíráló bizottsági tagja és elnöke. 1956-ban Magyar pusztai jelenetek című művével első díjat nyert.

## Főbb művei
- Elga szimfónia
- Preludiumok (1934)
- Magyar képek (1935)

## Magánélete
Házastársai
- Benlliure Leopolda Lujza. 1914. július 23-án Budapesten kötöttek házasságot. 1928-ban elváltak.[2]
- keveházi Kováts Márta Júlia Sarolta. 1932. november 13-án Budapesten vette nőül.[3] Elváltak.
- Lászlóffy Margit zongoraművésznő. 1938. október 29-én Budapesten léptek házasságra.[4]